# 羅禮思
羅禮思，網路實況主，出生於美國密西根州伯明罕。2017年4月開始在台灣於Twitch上進行戶外直播，因多次拍攝爭議性影片，其中不少醜化台灣、物化台灣女性，引起台灣網友眾怒，成為網路爭議人物。曾遭到網友們向Twitch檢舉而封鎖6天。2018年7月24日宣佈受不住台灣媒體輿論壓力，搬到日本。2022年3月再度來到台灣進行直播。

## 事件
2017年6月6日，台灣蘋果日報報導，Cjayride疑似為了衝高觀眾人數，經常以「探索台灣」（Explore Taiwan）為名惡搞、醜化台灣形象。誇張行為有：故意不會講中文，作弄善心民眾、搭訕路過的女孩子、在捷運站內故意犯法喝飲料、搭乘捷運上偷拍對面女乘客穿著、嘲笑一名台灣男性乘客體型又圓又宅、隨手亂丟淡水魚丸、竹籤、垃圾等。
2017年12月14日，有位曾是Cjayride前粉絲的網友在網路上成立「Cjayride黑歷史網站」，公開揭發Cjayride其他惡行：包含曾與2名台灣網路實況主發生糾紛、2017年5月間曾邀請2名台灣女子滑冰而未經同意拍影片，聊天室觀眾開始用各種英文辱罵2名台女等。
2018年1月7日，Cjayride約3名外國男子、1名台灣籍女子和1名香港籍女子在汽車旅館房間內直播影片。因穿著貼身泳衣大玩泡泡浴，外加喝酒、聊天嬉鬧及外加不少肢體互動，引來看熱鬧觀眾們熱烈回應。有國外網友留下「EZ」評語，暗指老外釣台灣或各國地區的女生就是簡單；加上直播標題打上「台女想吃洋腸」字眼，當晚即引發網友憤怒情緒。2018年1月9日，網友向Twitch檢舉Cjayride有疑似種族歧視行為，導致他被Twitch官方停權3天。
2018年1月11日，台灣Twitch公司接受《ETtoday遊戲雲》訪問時表示，Twitch在台灣雖然也有員工，但都是負責社群、簽約實況主等業務範疇，並沒有權限處理懲處相關的單位。Cjayride鬧的沸沸揚揚，已和本部告知，因此需由美國的團隊來對他進行溝通勸說。。
2018年1月15日，CJayride 於自己的Twitter帳戶與YouTube頻道，發布台灣女生很容易（EZ）事件道歉聲明、影片，一開始用中文表示「我知道大家很生氣，對不起冒犯到各位了。」；後開始用英文宣稱自己未說出「台灣女生很容易（EZ）」，並宣布將會暫時退出實況圈休息一陣子1月17日，台灣籍車模Bella向媒體透露，她的確有參加CJayride的在摩鐵直播大玩泡泡浴活動。Bella表示，當天她有參加該活動，以為宣傳台灣的溫泉文化，並不知道會被移花接木。當時說出「EZ」是CJayride朋友Jake，事發後Jake就逃回日本；CJayride還護航Jake說「他只是個小孩！」且CJayride先前獲悉她要上台灣知名網紅館長陳之漢直播時，曾對她說「妳不要去那個台客（指陳之漢）那邊！來我的直播澄清。」讓Bella相當傻眼，她無奈自嘲交友不慎。
2018年2月2日，透過線上募款平台GoFundMe募資，揚言要提告對他進行騷擾的媒體與社群，截至2月5日止距離30,000美金的募款目標，已達到710美金，然而該募款並沒有設定到期日。聲名的提告對象包含4Gamers、蘋果日報、EBC、ETToday、SETN、Knowing、LeagueFunny、自由時報網、LoveNewsTV、Match.net、Up Media、NEXTTV、NOWnews、TVBS、UDN、yamNews等等，總計16間媒體公司；此外還包含多達17K粉絲的臉書社團「CJ守望相助團」，也將遭到CJ的提告。得知此事後，台灣蘋果日報率先發文表示「要提告還可以募款啊」，而網友們看了也紛紛嘲諷回擊。
2018年6月14日，網友HeyTaiwan在YouTube上發出CJayride前往台北世貿展讓廠商誤信他是一位鍵盤廠商人員，廠商大方讓CJ試用防撞緩衝材料，沒想到他竟就在鏡頭前玩起這些材料、把自己包緊緊；其間，CJ也在展場裡直播，突然一名身穿花格子的老外上前怒嗆教訓「你在台灣給我乖一點，不要壞我們的名聲、不要壞我們老外的名聲」CJ似乎嚇到遲疑了一會問「你是誰」，花格子老外這時按奈不住怒氣罵「FxxK你給我滾回家，FxxK」。無獨有偶，CJ前往台北市某一間水樂園開直播，大夥都著泳裝戲水，他則是拿著自拍架開直播，行徑引起店家注意，隨後店家派出一名英文流利的男子將CJ請出去，男子對著CJ解釋「這是我們營業場所，我們不歡迎你！」並一路護送CJ到大門口時說「請你現在就離開」。讓網友一片叫好。
2018年6月16日，批踢踢一名某鄉民爆料，Cjayride帶一名華裔美籍女子，到光華數位新天地逛街進行網路直播時，遭到疑似一名體型寬厚路人惡意衝撞，嚇得身旁的妹子一臉錯愕，CJ正打算回頭理論時，對方竟還飆罵髒話，留下一臉莫名其妙的CJ和女性友人，有網友直言CJ近日走到哪都碰到黑粉，儼然已成全民公敵，網友們看完影片只覺得並不意外。

## 外部連結
- 羅禮思的Twitch频道
- 羅禮思的X（前Twitter）
- 羅禮思的Instagram帳戶